# 萊文沃思 (堪薩斯州)
萊文沃思（英語：Leavenworth）是一個位於美国堪薩斯州萊文沃思縣的城市，同時該地也是該縣的縣治。

## 地方資料
萊文沃思的座標為39°18′40″N 94°55′21″W / 39.31111°N 94.92250°W，而該地的海拔高度為256米（即840英尺）。根據2010年美國人口普查，該地共人口37351人，而該地的面積約為62.95平方千米。